# Desa Krandegan (administrativ by i Indonesien, Jawa Timur, lat -7,48, long 111,24)
Desa Krandegan är en administrativ by i Indonesien.   Den ligger i provinsen Jawa Timur, i den västra delen av landet, 500 km öster om huvudstaden Jakarta.